# Gerrit Wormgoor
Gerrit Hendrik Wormgoor (Utrecht, 29 juli 1940) is een voormalig Nederlands waterpolospeler.
Gerrit Wormgoor nam deel aan de Olympische Spelen in Tokio in 1964. Hij eindigde met het Nederlands team op de achtste plaats. In de competitie kwam Wormgoor uit voor UZSC uit Utrecht.
Jan Bultman · 
Fred van Dorp · 
Henk Hermsen · 
Ben Kniest · 
Bram Leenards · 
Hans Muller · 
Wim van Spingelen · 
Nico van der Voet · 
Harry Vriend · 
Wim Vriend · 
Gerrit Wormgoor